# YouTube Kids
YouTube Kids est un service de visionnage de vidéo destiné principalement aux enfants, dès leur plus jeune âge, développé par YouTube, filiale de Google. La plateforme fournit une version du service orientée vers les enfants, avec des sélections de contenu organisées, des fonctionnalités de contrôle parental et un filtrage des vidéos jugées inappropriées pour les enfants de moins de 13 ans.
Lancée pour la première fois le 15 février 2015 en tant qu'application mobile Android et iOS, la version française a été lancée le 16 novembre 2016 sur Google Play et l'App Store,. L'application a depuis été publiée pour les téléviseur connecté LG Electronics, Samsung Electronics et Sony, ainsi que pour Android TV,. En octobre 2020, l'application est disponible dans plus de 69 pays à travers le monde. YouTube a lancé une version Web de YouTube Kids le 30 août 2019.
YouTube Kids a été critiqué par des groupes de défense des droits, notamment la Campagne pour une enfance sans publicité, pour des préoccupations concernant l'utilisation de publicités commerciales par l'application, ainsi que par des suggestions algorithmiques de vidéos susceptibles de ne pas convenir au public cible de l'application (y compris ou des vidéos violentes illustrant des personnages de franchises de médias pour enfants). Les critiques sur les vidéos ont conduit YouTube à annoncer qu'il faudrait prendre des mesures plus strictes pour analyser et filtrer de telles vidéos lorsqu'elles ont été rapportées par la communauté et les empêcher d'être accessibles depuis l'application YouTube Kids.

## Présentation

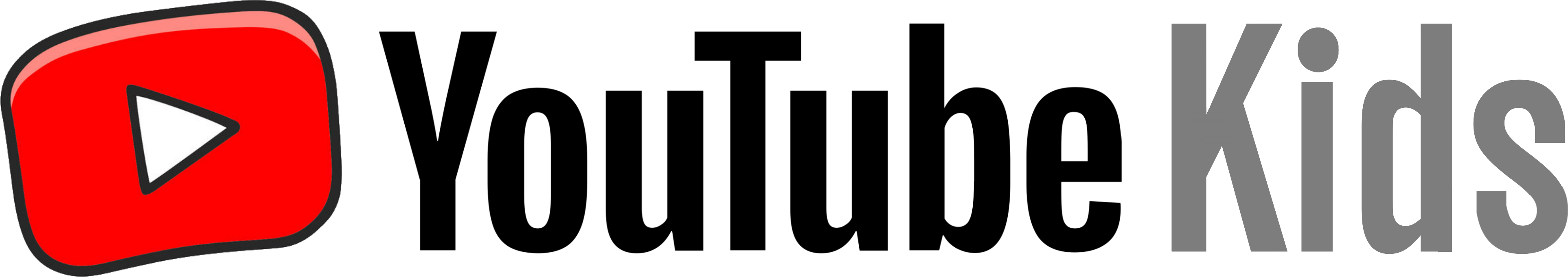
Ancien logo de YouTube Kids.

L'application est spécialement pensée pour les plus jeunes, avec des contenus adaptés et une interface épurée qui ne comprend que quatre boutons (émission, musique, aide et explorer). Il n'y a pas d'outil de recherche. C'est donc l'application qui va décider, via les onglets « émission », « musique » et « explorer », ce que l'enfant va visionner. Parmi les chaines mises en avant, il est question du Monde des Petits, C'est pas sorcier, Petit Ours Brun, Disney Junior, les Schtroumpfs, T’Choupi, Didou, Oggy et les Cafards et E-Penser ; il y en a donc pour tous les goûts et tous les âges.

### Fonctionnalités et particularités
L’application a un grand nombre de différence par rapport à la version originale de YouTube. Elle comprend notamment un contrôle parental permettant de contrôler le temps maximum pouvant être passé à regarder des vidéos, mais aussi un moyen de régler l'âge de l'enfant afin de lui proposer plus de vidéos adaptées. Les outils d'évaluation, de commentaires et de partage disponibles dans la version originale ne le sont pas ici. Et pour encore diminuer le côté "réseau social" de l'application, on ne peut pas créer ou se connecter à un compte Google, pour "éviter de ficher les enfants", selon les créateurs.
YouTube Kids a été spécialement conçu pour les enfants et leurs parents.
A la première connexion, les parents doivent créer le profil de leur enfant en répondant à un questionnaire rapide, où sont demandés :
- l’âge de l'enfant ;
- son prénom ;
- le mois de naissance ;
- le type de vidéos adaptés à leur enfant. Il y a le choix parmi trois catégories :  « les tout-petits - enfant de 4 ans et moins » ; « les petits - enfant de 5 à 8 ans » ; « les plus grands - enfant de 9 à 12 ans » ;
- l'activation du mode "recherche" qui autorise l'enfant à chercher lui-même les contenus qu'il souhaite voir.

Sur la base des renseignements donnés, l'enfant aura accès aux vidéos faisant partie de la catégorie choisie par les parents.
Pour apprendre ou se divertir, il ou elle aura le choix parmi 4 rubriques :
1. Émission : pour voir des dessins animés ;
2. Musique : pour écouter des chanteurs à la mode ;
3. Apprendre : pour suivre des leçons comme “les tables de multiplication” ;
4. Découverte : pour regarder des tutoriels sur des activités manuelles ;

### Interface et évolution du logotype

Évolution du logo de YouTube Kids.
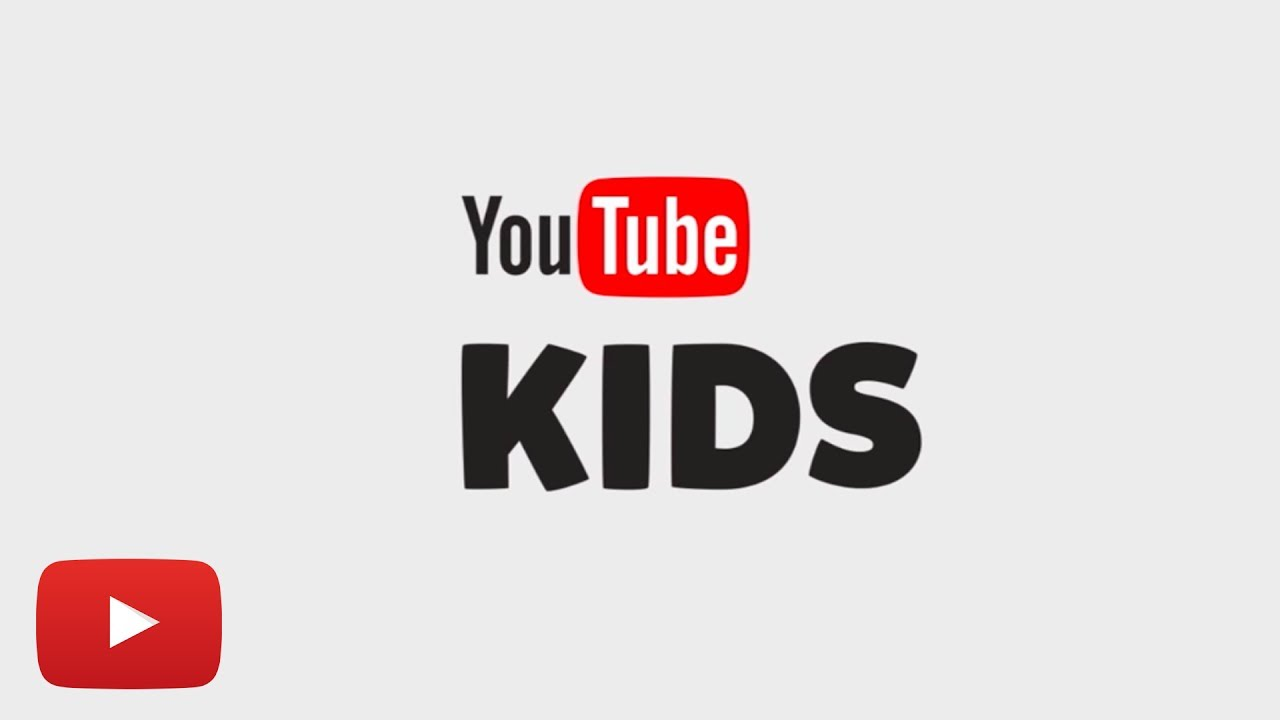
2015 à 2017.
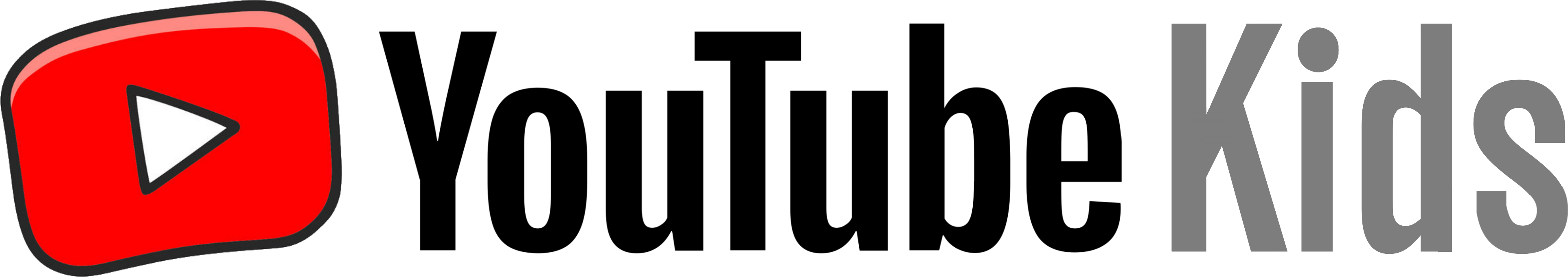
2017 à 2019.
Depuis 2019.

#### Logo depuis 2019
En 2019, le logo de YouTube Kids subi des modifications mineures : la couleur du mot Kids passe du gris au noir et l'icone se démuni de son halo. 

## Accueil

### Publicité
La publicité sur l'application est très limitée. Seule la publicité "pré-roll" (avant la vidéo) peut s'afficher. Certains types de publicité ont été exclus de cette version, tels que les publicités pour de la nourriture et des boissons pour enfants et des jeux vidéo par exemple. Un maximum de 4 annonceurs différents par jour peuvent promouvoir leur produit sur la plateforme.
La Campagne pour une enfance sans publicité (CCFC) et le Center for Digital Democracy (CDD) ont tous deux exprimé leur inquiétude quant à l'utilisation de la publicité dans l'application YouTube Kids, faisant valoir que les enfants ne seraient pas en mesure de distinguer les publicités du contenu. Des short bumpers ont ensuite été ajoutés à l'application afin d'établir une séparation entre la publicité et le contenu.

### Problèmes de filtrage
L'application YouTube Kids a été critiquée pour l'accessibilité de vidéos inappropriées pour son public cible. La CCFC a déposé une plainte auprès de la FTC concernant YouTube Kids peu de temps après sa sortie, citant des exemples de vidéos inappropriées accessibles via l'outil de recherche de l'application, et la page Recommandations utilisant finalement l'historique de recherche pour faire apparaître de telles vidéos. YouTube a défendu la critique, déclarant qu'elle avait été développée en consultation avec d'autres groupes de défense des droits et que la société était ouverte aux commentaires sur le fonctionnement de l'application,. Une plus grande controverse sur YouTube appelée «Elsagate» a également été associée à l'application, faisant référence à des chaînes qui publient des vidéos mettant en vedette des personnages de franchises populaires (en particulier, entre autres, La Reine des neiges, PAW Patrol : La Pat' Patrouille, Super Mario, Peppa Pig et Spider-Man), mais avec des thèmes et des contenus dérangeants, sexuellement suggestifs, violents ou autrement inappropriés.

## Disponibilité géographique
Le 29 octobre 2020, l'application YouTube Kids est disponible dans les pays suivants :
Afrique du Sud, Allemagne, Argentine, Aruba, Australie, Autriche, Azerbaïdjan, Belgique, Bermudes, Biélorussie, Bolivie, Bosnie-Herzégovine, Brésil, Bulgarie, Canada (hors Québec), Chili, Colombie, Corée du Sud, Costa Rica, Croatie, Danemark, Équateur, Espagne, Estonie, États-Unis, Finlande, France, Géorgie, Ghana, Grèce, Guatemala, Honduras, Hong Kong, Hongrie, Îles Caïmans, Îles Turks-et-Caïcos, Inde, Indonésie, Irlande, Islande, Israël, Italie, Jamaïque, Japon, Kazakhstan, Kenya, Lettonie, Liechtenstein, Lituanie, Luxembourg, Macédoine du Nord, Malaisie, Malte, Maroc ,Mexique, Monténégro, Népal, Nicaragua, Nigeria, Norvège, Nouvelle-Zélande, Ouganda, Pakistan, Panama, Paraguay, Pays-Bas, Pérou, Philippines, Pologne, Portugal, République dominicaine, Roumanie, Royaume-Uni, Russie, Salvador, Sénégal, Serbie, Singapour, Slovaquie, Slovénie, Sri Lanka, Suède, Suisse, Taïwan, Tanzanie, Tchéquie, Thaïlande, Ukraine, Uruguay, Viêt Nam, Zimbabwe.